# Sinfonía n.º 2 (Bernstein)

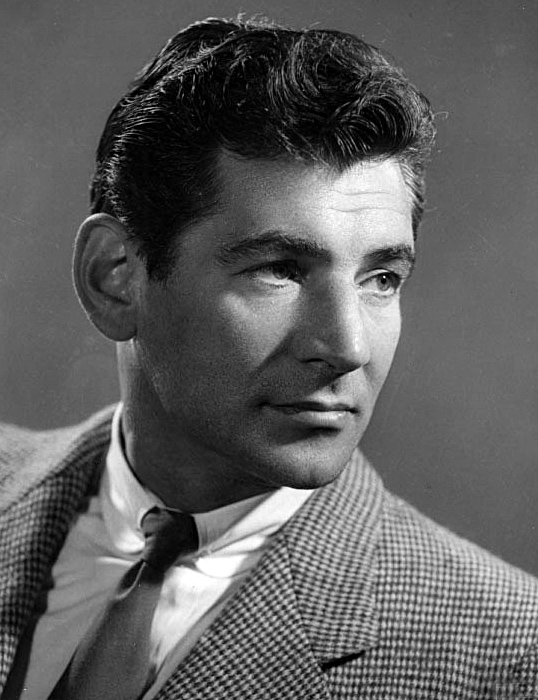
Bernstein en la década de 1950.

La Sinfonía n.º 2, también conocida como La edad de la ansiedad o en inglés The Age of Anxiety, fue compuesta para piano y orquesta por Leonard Bernstein entre 1947 y 1949; posteriormente revisada en 1965. La obra está dedicada a Serguéi Kusevitski.

## Historia

### Contexto

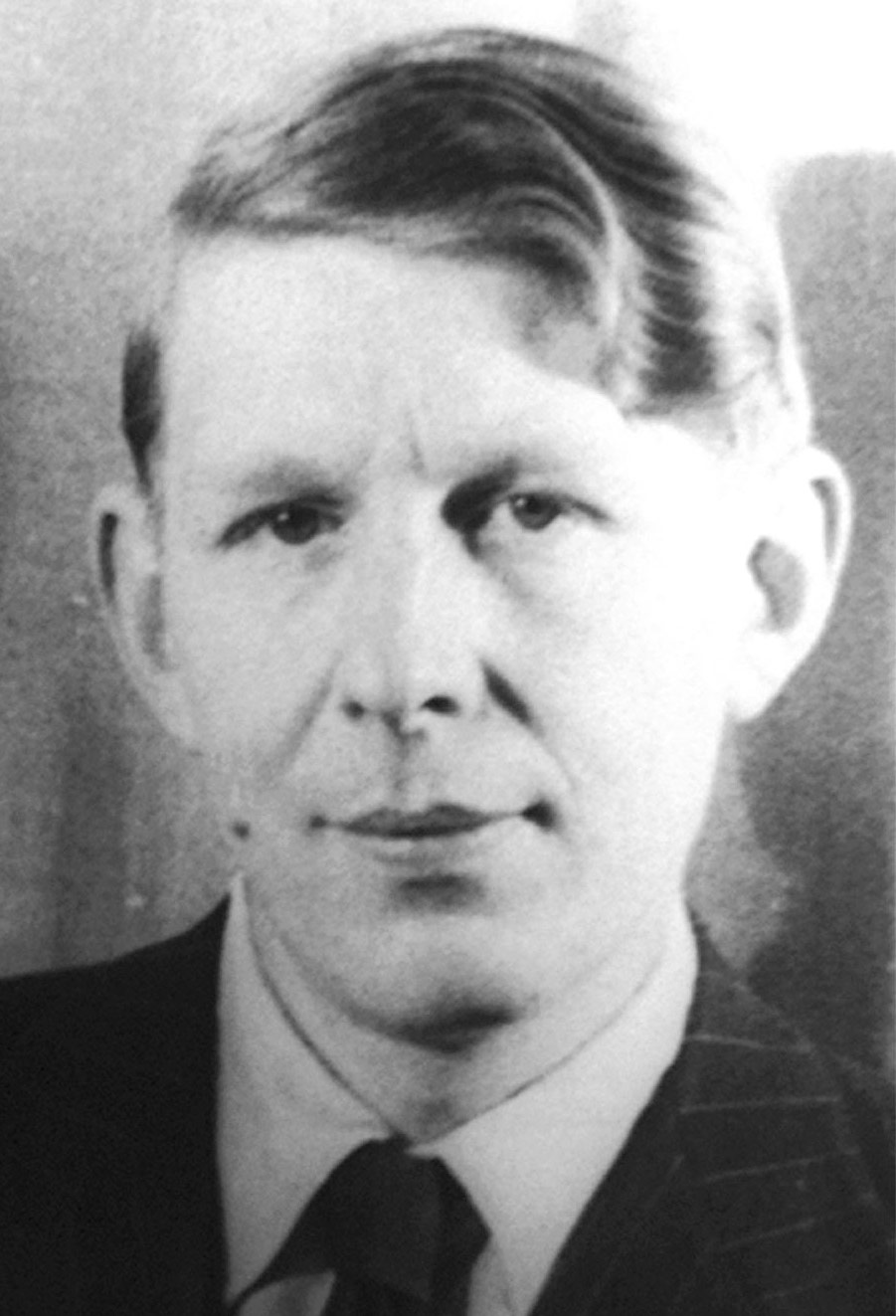
W. H. Auden, autor del poema "The Age of Anxiety".

En la temporada 1943-1944 tuvo unos sensacionales debuts, como sustituto de última hora en la Filarmónica de Nueva York, y como compositor de ballet y sinfonías de Broadway. Su mayor problema profesional era cómo equilibrar su triple talento como pianista, compositor y director de orquesta, puesto que podría haber tenido una espléndida carrera a tiempo completo en cualquiera de los tres ámbitos. Como compositor "serio" le preocupaban las cuestiones relativas al vacío de la vida moderna, en especial entre los descontentos estadounidenses de clase media. La pérdida y la búsqueda de sentido personal y espiritual es un tema tan recurrente e importante en su música como la conocida preocupación de Benjamin Britten por el tema de la pérdida de la inocencia.
En julio de 1947 se publicó el ambicioso y magistral poema narrativo "La edad de la ansiedad" de Wystan Hugh Auden, que fue galardonado con el Premio Pulitzer en 1948. La extensa obra se divide en seis secciones que ocupan 80 páginas. Se subtitula "una égloga barroca", ya que es un poema pastoral en forma de diálogo. Los personajes hablan principalmente en largos soliloquios de tetrámetros aliterados, con poca distinción entre las voces individuales. Trata sobre una mujer y tres hombres (Rosetta, Malin, Quant y Emble), todos solitarios, que se conocen en un bar neoyorquino en tiempos de guerra y pasan la velada reflexionando sobre sus vidas y sobre la condición humana. Comparten sus inseguridades y necesidades comunes. Pasan la noche de fiesta en una desesperada búsqueda de lo que uno de ellos llama el "padre colosal", nada menos que un sentido central para la vida. El mensaje de Auden, un hombre que busca desesperadamente la fe en un mundo aparentemente infiel, resonó en el compositor, quien decidió crear una representación musical.
En el verano de 1947 un joven Bernstein leyó el poema por primera vez.

### Composición
La composición se desarrolló entre 1947 y el 20 de marzo de 1949 en la ciudad de Nueva York. En 1965 el maestro llevó a cabo una revisión. Bernstein escribió la pieza mientras proseguía su cada vez más agitada carrera como director de orquesta, ya que en aquella época estaba muy solicitado en todo el mundo. La composición le llevó los dos años siguientes, en los que le dedicó todos sus escasos ratos libres. En esta etapa se incluye el histórico año de 1948, mientras se encontraba en Palestina convertida en Israel. En palabras del propio Bernstein, «la composición de una sinfonía basada en La era de la ansiedad adquirió un carácter compulsivo; y trabajé en ella sin descanso en Taos, en Filadelfia, en Richmond, Massachusetts, en Tel Aviv, en aviones, en los vestíbulos de los hoteles....».

### Estreno

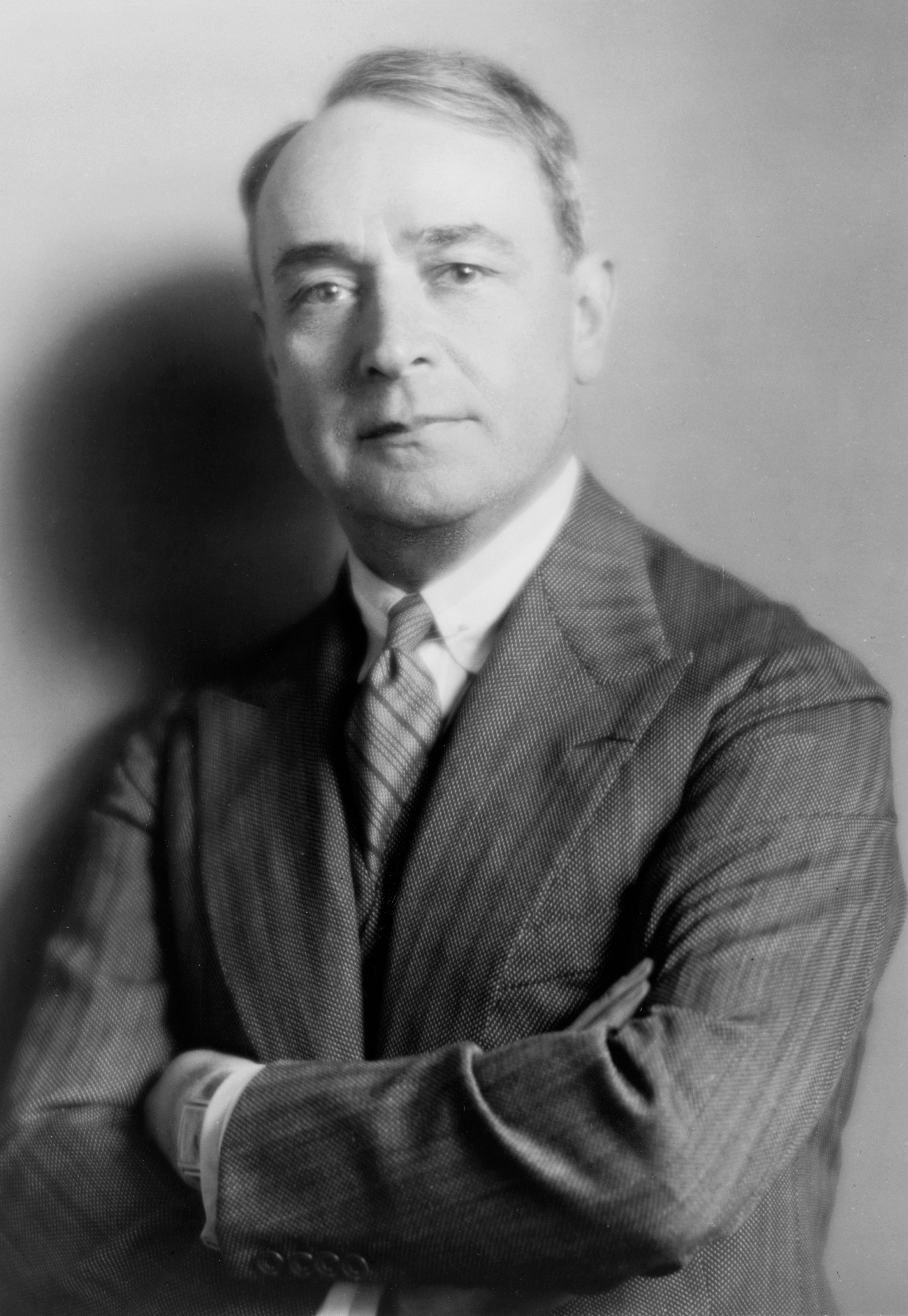
Serguéi Kusevitski, dedicatario de la pieza y director del estreno.

El estreno se celebró el 8 de abril de 1949 en el Symphony Hall de Boston con la interpretación de la Orquesta Sinfónica de Boston bajo la batuta de Serguéi Kusevitski y el compositor como piano solista. La primera interpretación por la Filarmónica de Los Ángeles tuvo lugar 27 de agosto de 1968, con el pianista Philippe Entremont y el director André Previn.
La versión revisada se estrenó el 15 de julio de 1965 en el Philharmonic Hall de Nueva York por la Orquesta Filarmónica de Nueva York bajo la dirección de Bernstein y con Philippe Entremont al piano.

## Instrumentación
La partitura está escrita para piano solista y una orquesta formada por:
- Viento madera: 1 flautín, 2 flautas, 2 oboes, 1 corno inglés, 2 clarinetes, 1 clarinete bajo, 2 fagotes, 1 contrafagot.
- Viento metal: 4 trompas, 3 trompetas, 3 trombones, 1 tuba.
- Percusión: timbales, bombo, caja, batería, tambor tenor, platillos, triángulo, tam-tam, temple blocks, xilófono, glockenspiel.
- Teclado: piano solista, pianino (celesta).
- Cuerda: 2 arpas, una sección de cuerdas con violines I y II, violas, violonchelos y contrabajos.

## Estructura y análisis
La sinfonía consta de dos movimientos que contienen tres partes cada uno:
- I.a. The Prologue. Lento moderato 4
4
- I.b. The Seven Ages (Var. 1-7)
  - 1. L'istesso tempo
  - 2. Poco più mosso
  - 3. Largamente, ma mosso
  - 4. Più mosso
  - 5. Agitato
  - 6. Poco meno mosso
  - 7. L'istesso tempo
- I.c. The Seven Stages (Var. 8-14)
  - 8. Molto moderato, ma movendo
  - 9. Più mosso (Tempo di Valse)
  - 10. Più mosso
  - 11. L'istesso tempo
  - 12. Poco più vivace
  - 13. L'istesso tempo
  - 14. Poco più vivace

- II.a. The Dirge. Largo
- II.b. The Masque. Extremely Fast
- II.c. The Epilogue. Adagio; Andante; Con moto

La interpretación de esta obra dura aproximadamente entre 35 y 40 minutos. Esta composición ardiente y dramática es al mismo tiempo una sinfonía y un deslumbrante concierto para piano. En lugar de la estructura sinfónica convencional en cuatro movimientos y exclusivamente orquestal, Bernstein refleja de manera programática las seis secciones del texto de Auden, en seis partes instrumentales que se interpretan sin pausa entre ellas. En las notas al programa para el estreno el maestro admite su asombro por "hasta qué punto es programática esta obra":

«No había planeado una obra "con significado", al menos no en el sentido de una pieza cuyo significado dependiera de detalles de implicación programática. Simplemente estaba escribiendo una sinfonía inspirada en un poema y siguiendo la forma general de ese poema. Sin embargo, cuando terminaba cada sección descubría, al releer, detalle tras detalle de relación programática con el poema: detalles que se habían "escrito solos", totalmente imprevistos e inconscientes... Si la acusación de "teatralidad" en una obra sinfónica es válida, estoy dispuesto a declararme culpable. Tengo la profunda sospecha de que cada obra que escribo, para cualquier medio, es en realidad música teatral de alguna manera.»

### I.a.The Prologue
El primer movimiento comienza con un Prólogo, seguido de un amplio conjunto de 14 variaciones sobre él, agrupadas en dos secciones de siete partes cada una llamadas Las siete edades y Las siete etapas. Se trata de un discurso serio y dramático. 
La primera parte se titula The Prologue (El prólogo). El "Prólogo" del poema de Auden presenta a los cuatro personajes solitarios, Rosetta, Malin, Quant y Emble, en un bar, cada uno reflexionando sobre sus propias inquietudes mientras advierten la presencia de los demás. Desde el punto de vista musical el punto de partida del viaje de los personajes arranca con un lastimero dúo solitario de clarinetes en pianissimo en el que uno se superpone y hace eco del otro. Le sigue una larga escala descendente en la flauta que, según Bernstein, "actúa como un puente hacia el reino del inconsciente, donde se desarrolla la mayor parte del poema".

### I.b.The Seven Ages
La segunda parte se titula The Seven Ages (Las siete edades). Los cuatro personajes se ponen a debatir sobre la vida humana desde cada una de sus perspectivas personales. Son Las siete edades desde la infancia hasta la muerte que se representan musicalmente con las primeras siete variaciones. Se abre con un solo de piano seguido de la primera serie de variaciones en las que "cada variación se apodera de algún rasgo de la anterior y lo desarrolla". En lugar de compartir un tema musical común, las variaciones son progresivas ya que cada nueva variación toma su material temático de la anterior, reaccionando solo a las ideas precedentes más inmediatas a la vez que construye nuevas ideas para la siguiente. En la sexta variación el piano solista tiene la palabra. Al final de la séptima variación reaparece la escala descendente en el piano, y la escena sigue su curso.

### I.c.The Seven Stages
La tercera parte se titula The Seven Stages (Las siete etapas). El siguiente grupo de variaciones representa Las siete etapas, durante las cuales el grupo, ya semi-intoxicado, emprende una búsqueda simbólica en un sueño colectivo de "ese estado de felicidad prehistórica", es decir, de una conciencia aún más elevada. De esta manera pasan por una amplia gama de atmósferas y texturas para intentar redescubrir el significado más profundo de su propia humanidad. El compositor lo describió así: "los personajes prueban todos los recursos, yendo solos y en parejas, intercambiando compañeros, y siempre sin alcanzar el objetivo. Cuando despiertan de esta odisea onírica, están estrechamente unidos a través de una experiencia común (...) Este conjunto de variaciones comienza a mostrar actividad y empuje, y conduce a un cierre frenético, aunque vacilante".

### II.a.The Dirge
El segundo movimiento contiene otras tres partes. La primera parte se titula The Dirge (La elegía). Es el movimiento lento de la obra. Describe el viaje del grupo en taxi al apartamento de Rosetta para tomar una copa. En el viaje lamentan la pérdida del "padre colosal", una figura paterna de guía que, como apuntó Bernstein "siempre puede dar las órdenes correctas, encontrar la solución adecuada, cargar con la máxima responsabilidad...". El tema es introducido por primera vez por el piano solista y se basa, de manera armónica, en una serie de 12 notas. Le sigue una sección central contrastante, que recuerda al exuberante Romanticismo de Brahms, "en la que se puede sentir el aspecto autoindulgente, casi negativo, de esta lamentación extrañamente pomposa". La música atonal representa tanto su punto emocional más bajo y la sección romántica sugiere lo que les falta.

### II.b.The Masque
La segunda parte se titula The Masque (La máscara). Es un ardiente Scherzo. La orquesta se retira, dejando paso al piano solista acompañado por una "sección rítmica" de percusión, arpa, celesta y contrabajo, que acentúa las líneas con ritmos sincopados. El conjunto toca un jazz de piano al rojo vivo, incluyendo un tema de blues que Bernstein había escrito antes. Este fragmento es "por momentos nervioso, sentimental, autocomplaciente, vociferante". Representa la fiesta nocturna en el apartamento de Rosetta, donde se despierta el amor entre Rosetta y Emble pero no se desarrolla. El grupo está decidido permanecer de fiesta y cada uno se niega obstinadamente a admitir que debería irse a dormir. La energía del Scherzo decae y los personajes acaban dispersándose. Entra la orquesta al completo en un repentino estallido de cuatro compases de "jazz frenético". Mientras tanto el piano protagonista  "traumatizado" deja de tocar, lo que produce "una especie de separación del yo de la culpa de la vida escapista" y "es libre de nuevo para examinar lo que queda debajo del vacío". Se va dejando solo al pianino fuera del escenario. La fiesta ha terminado y los invitados se han ido a casa.

### II.c.The Epilogue
La tercera parte se titula The Epilogue (El epílogo). Amanece y cada personaje regresa solo a su vida cotidiana. En este punto tanto la música como el poema plantean la pregunta: "¿qué queda más allá de este vacío?". Se recuerda el viaje de los personajes y es retomado por toda la orquesta para llegar a una conclusión radiante. Se trata de una reflexión sobre las lecciones de la noche y al final se descubre el camino hacia la fe y el sentido. El pianino da inicio al Epílogo continuando con el tema anterior. Un tema lento de cuatro notas de la trompeta solista impone "algo puro sobre el moribundo pianino". Las melancólicas cuerdas responden con solitarios ecos del Prólogo, hasta que las maderas reiteran la esperanza de la trompeta. En respuesta a las llamadas a la claridad de la orquesta suena una cadenza a solo de piano, añadida en 1965, que simboliza "una declaración positiva de la fe recién reconocida". El piano permanece como un observador distante hasta el final, cuando toca un único acorde que simboliza la unidad del hombre y Dios. El oyente, al igual que el lector, descubre que "lo que queda, como resultado, es la fe". Esta parte fue concebida originalmente sin piano, pero reescrita en 1965 porque los solistas no querían estar los últimos cuatro minutos en el escenario sin tocar.

## Recepción de la obra
Se trata de una de las obras orquestales más interpretadas e importantes del periodo inmediatamente posterior a la Segunda Guerra Mundial.
W.H. Auden, a quien no le gustaba el ballet y lo consideraba un «arte muy, muy menor», no parece haber apreciado la traducción de su poema a otros medios. Tras el estreno de la Sinfonía, comentó que «realmente no tiene nada que ver conmigo. Cualquier conexión con mi libro es más bien lejana».

## Adaptaciones
Jerome Robbins creó una coreografía de ballet para esta sinfonía para el New York City Ballet, que se estrenó en febrero de 1950 en el New York City Center y mostró el arte de Jerome Robbins, Todd Bolender, Francisco Moncion y Tanaquil Le Clercq. La coreografía se ha perdido.
En 1991 John Neumeier utilizó la partitura para un ballet estrenado por el Ballet West. 
En 2014 Liam Scarlett creó otra versión para el Royal Ballet.
Leo Smit elaboró un reducción para un segundo piano de la parte orquestal.

## Discografía selecta
La primera grabación fue realizada en 1950 con Bernstein al frente de la Filarmónica de Nueva York y el pianista Lukas Foss como solista para Columbia.
- 1950 – Lukas Foss, Leonard Bernstein, Orquesta Filarmónica de Nueva York (Columbia Masterworks ML 4325). Versión original.
- 1966 – Philippe Entremont, Leonard Bernstein, Orquesta Filarmónica de Nueva York (Columbia Masterworks ML 6885). Versión revisada.
- 1978 – Lukas Foss, Leonard Bernstein, Orquesta Filarmónica de Israel (DG 2530 969). En vivo en el Festival de Berlín.
- 2001 – James Tocco, Leonard Slatkin, Orquesta Sinfónica de la BBC (Chandos CHAN 9889).
- 2016 – Jean-Yves Thibaudet, Marin Alsop, Orquesta Sinfónica de Baltimore (Naxos 8.559790).
- 2018 – The 3 Symphonies.  Antonio Pappano, Academia Nacional de Santa Cecilia (Warner Classics 0190295661588; 2CD).